# Likdoorn
Een likdoorn (clavus), in de volksmond ook wel eksteroog genoemd, is een vaak pijnlijke, naar binnen groeiende eeltplek (verdikking van de huid). Deze komt voor op plaatsen waar druk en/of wrijving op de huid wordt uitgeoefend, waardoor meer eelt wordt gevormd. Likdoorns komen meestal voor op de voetzool, de bovenzijde van de tenen, op de teentop, tussen de vierde en vijfde teen of in de handpalm. In het midden van de likdoorn verzamelen zich de dode huidresten. Dit is te zien aan de donkere kleur in het midden. Het is zeer pijnlijk, het voelt aan alsof er een spijker in de voet zit.
Een likdoorn is gevoelig voor druk op de plek, terwijl een wrat juist pijnlijk is bij druk vanaf de zijkanten.

## Behandeling
Likdoorns kunnen behandeld worden door de hoornlaag los te weken met salicylzuur (bijvoorbeeld opgelost in collodion of verwerkt in vaseline). Het aanbrengen van een gelpleister, om de druk weg te nemen, gedurende voldoende lange tijd laat toe dat de likdoorn verweekt en spontaan verdwijnt.
De likdoorn kan worden weggesneden door een pedicure om de pijn weg te nemen. Vaak komt deze weer terug en is een vervolgbehandeling noodzakelijk.
In alle gevallen moet, om de aanmaak van een nieuwe likdoorn te voorkomen, de oorzaak worden aangepakt, bijvoorbeeld door aanpassen van het schoeisel. Ook zijn er bij de drogist speciale anti-drukringen te krijgen, zelfklevende ringetjes van watten die om de plek van de likdoorn kunnen worden geplakt om zo de druk op deze plek te verlagen.
Bij het uitblijven van behandeling kunnen complicaties optreden die in het ernstigste geval zelfs amputatie tot gevolg kunnen hebben.

## Soorten
- Gewone likdoorn (clavus): pijnlijke verhoorning van de opperhuid door druk en/of wrijving.
- Weke likdoorn (clavus interdigitalis): zit tussen de tenen, meestal de vierde en de vijfde teen, en is zeer pijnlijk omdat er constant druk op staat.
- Vasculaire likdoorn: is pijnlijk doordat er bloedvaatjes mee zijn "gegroeid". Kunnen moeilijk worden weggesneden en worden meestal behandeld met een chemische pakking.
- Neurovasculaire likdoorn: hetzelfde als de vasculaire likdoorn, alleen zijn er ook zenuwuiteinden bij. Deze likdoorn is hypergevoelig en komt meestal voor bij mensen met een gevoelige huid op de teentoppen.
- Zaadlikdoorn: ontstaat zomaar zonder druk en/of wrijving en lijkt op een klein graankorreltje. Deze is niet pijnlijk.

## Ontstaan
- Tenen die in een afwijkende stand staan. Klauw-, hamer- of ruitertenen.
- Grieks voettype, waarbij de tweede teen langer is dan de grote teen. De likdoorn komt voor op de teentop van de tweede teen.
- Hallux valgus. Dit is een scheefgroeiende grote teen.
- Door het lopen op te hoge hakken of het dragen van te smalle schoenen.